# Bailliage de Guernesey
Pour les articles homonymes, voir Guernesey (homonymie).

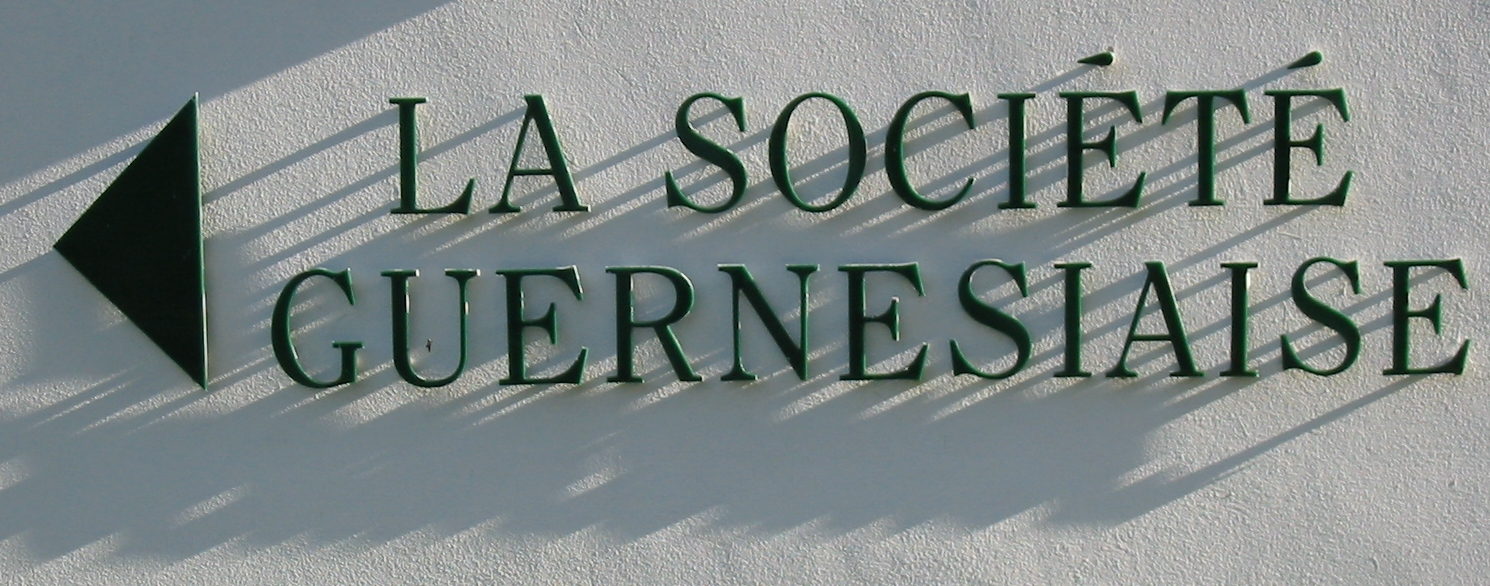
Basée à Saint-Pierre-Port, La Société Guernesiaise a pour but de préserver le patrimoine culturel et historique du bailliage.

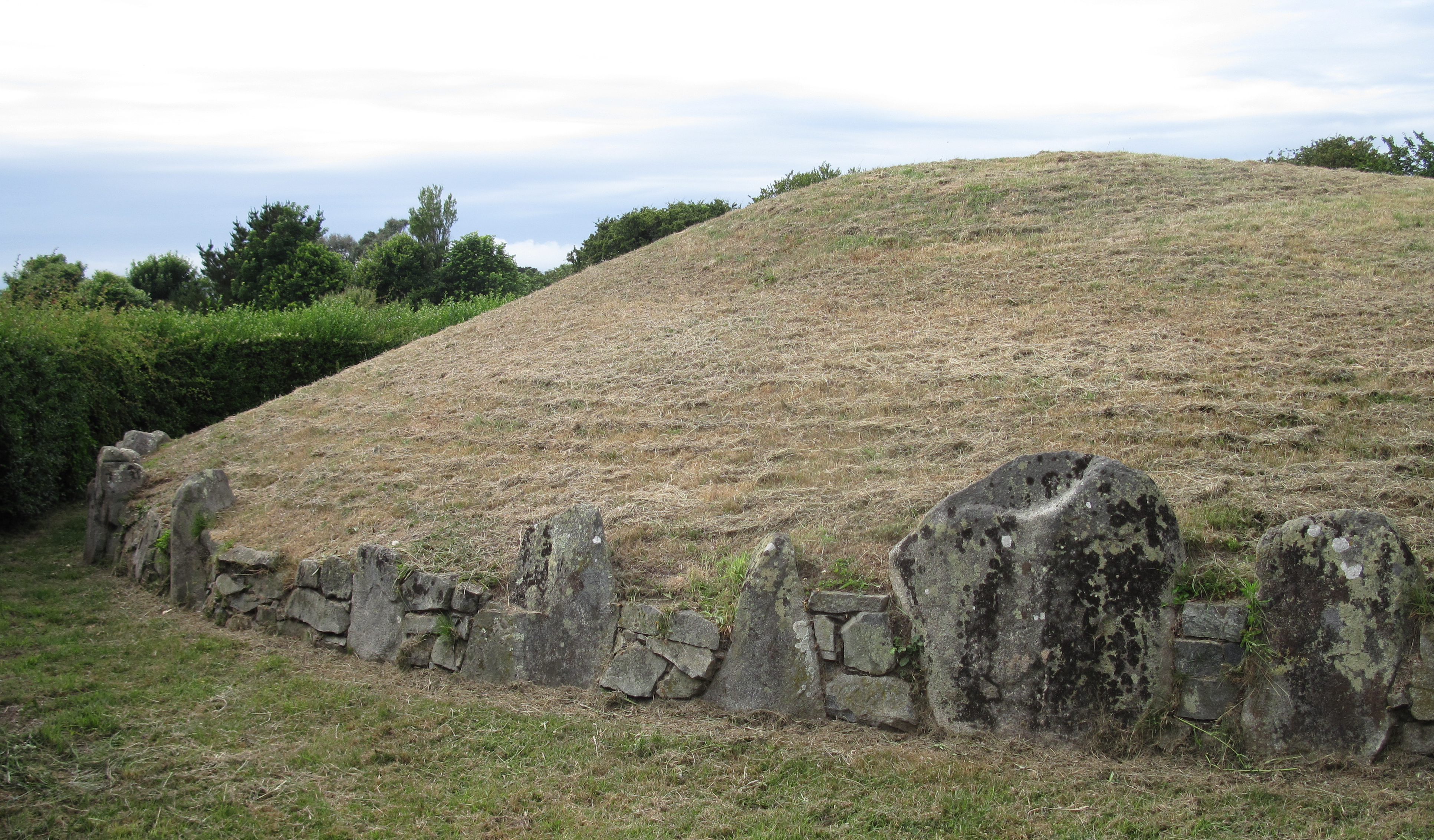
Dolmen de Déhus.

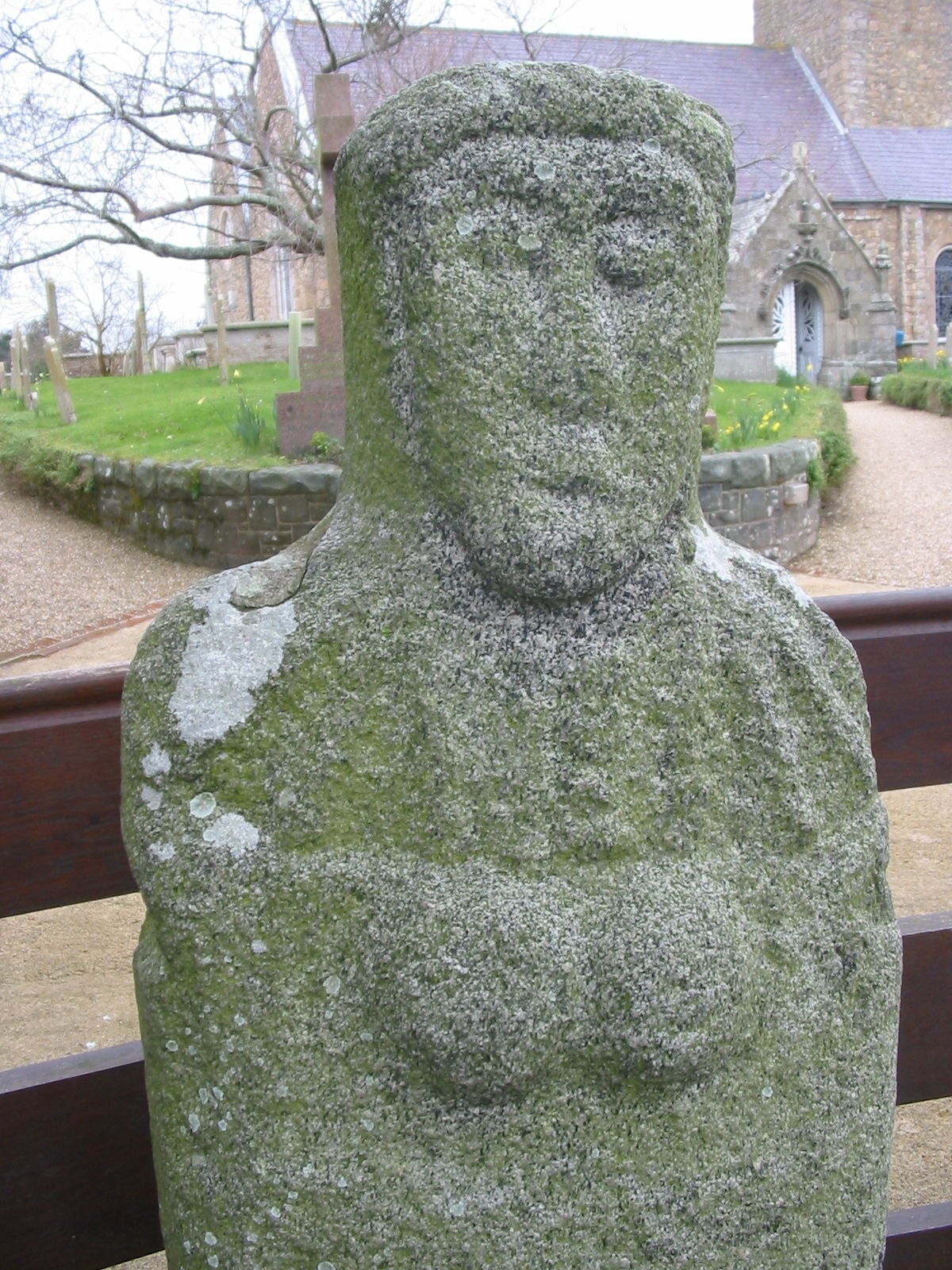
La Gran'mère du Chimquière.

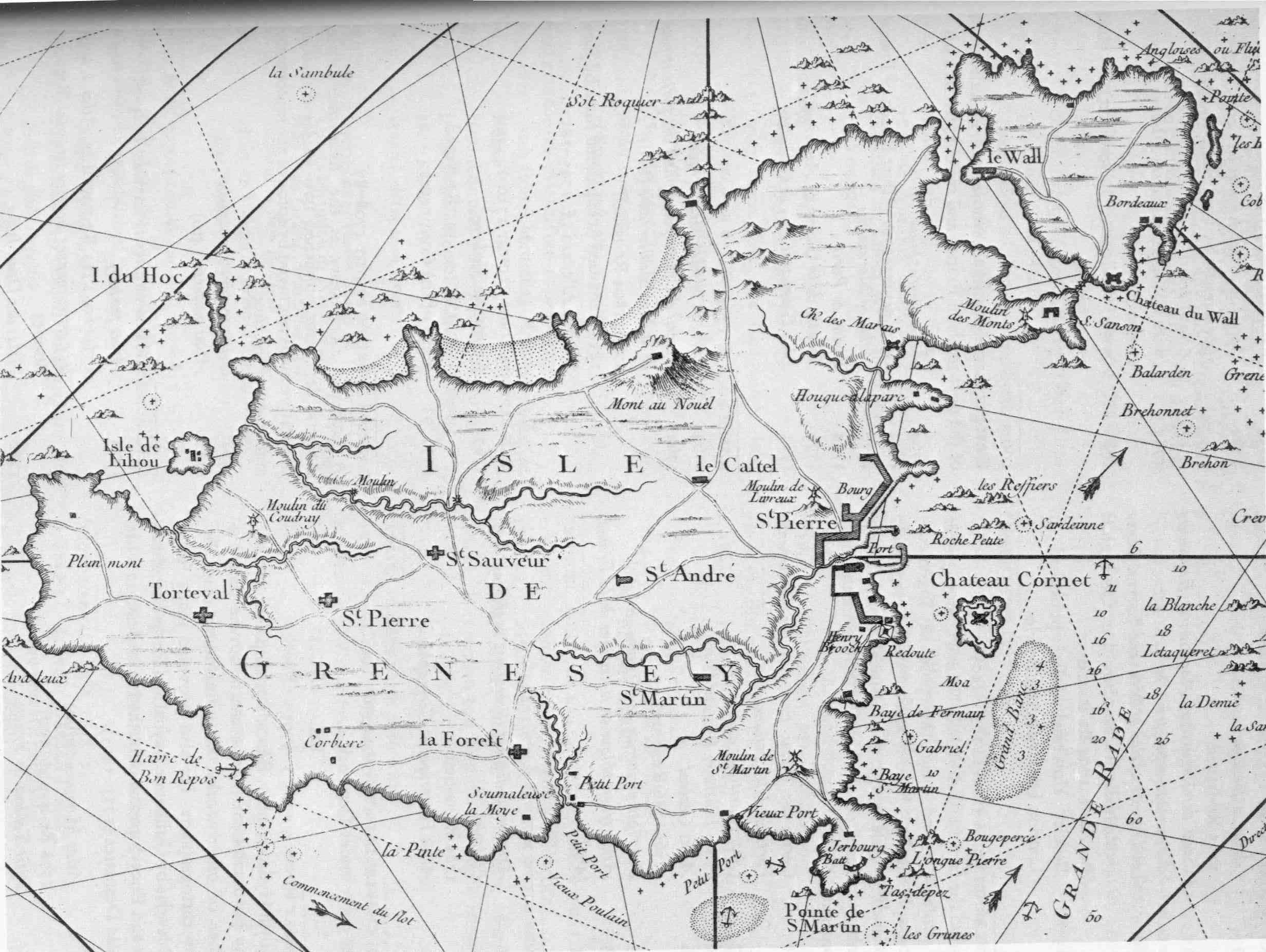
Carte de Guernesey de 1757.

Le bailliage de Guernesey (en anglais : Bailiwick of Guernsey et en guernesiais : Guernésy) est une dépendance de la Couronne britannique dans la Manche, au large des côtes françaises du Cotentin.
En plus de l'île de Guernesey, le bailliage inclut également Aurigny, Sercq, Herm, Jéthou, Brecqhou, Burhou et d'autres petites îles. Avec Jersey, elles forment l'archipel connu sous le nom d'îles Anglo-Normandes.

## Préhistoire
Au Paléolithique, Guernesey était reliée au continent. Pour les côtes françaises de l'Atlantique et de la Manche le niveau marin au tardiglaciaire (vers 16 000 ans avant notre ère) était de −130 mètres, et vers −8 000 de −50 mètres. Le niveau 0 actuel ayant été atteint à l'époque gallo-romaine. Peu de vestiges de la période paléolithique ont été découverts. Des niveaux archéologiques attribuables au Mésolithique ont été identifiés sur l'île de Lihou accessible à pied à partir de Guernesey à marée basse.
Le Néolithique est bien représenté sur l'île avec de nombreux mégalithes. Dès le XIXe siècle, l'archéologue Frederick Corbin Luckis les étudie, fouille surtout les chambres des dolmens et effectue des sondages autour des menhirs. Son œuvre est poursuivie par son fils. Il réalise les premières restaurations. L'œuvre de Lukis conservée à Guernesey est considérable avec 12 000 pages d'archives (notes de fouilles, dessins de monuments et d'objets…).
Dans le nord de l'île : 
- Tombe à galerie du dolmen de Déhus : cette sépulture néolithique se trouve près de Port Bordeaux, dans la paroisse du Valle. Dans la chambre principale, une mystérieuse figure humaine gravée dans le roc, représentant un chasseur muni d'un arc et de flèches, est surnommée le « Gardien du Tombeau ».
- La Varde : le plus grand tombeau mégalithique de Guernesey se trouve à L'Ancresse dans la paroisse du Clos du Valle.
- Les Fouaillages : on pense que ce tumulus néolithique date de 4500 av. J.-C. ; il est le seul de ce type dans toute l'Europe occidentale. Plus de 35 000 vestiges archéologiques y ont été déterrés : silex, ornements, outils et poterie.
- La Platte Mare, autre dolmen important situé également à L'Ancresse.
- La Longue Rocque, le plus haut menhir des îles Anglo-Normandes.
- Château du Valle (Vale Castle) : sur le site d'un fort de l'âge du fer, un château fut construit au XVe siècle et agrandi par la suite.

Sur la côte ouest : 
- Le dolmen du Trépied : le Trépied présente une chambre composée de douze piliers supportant trois pierres de couverture. Elle mesure 5,5 m sur 2,1 m, et est orientée nord-est/sud-ouest. Selon les comptes rendus de procès de sorcières au XVIIe siècle[4], il aurait été un lieu de rendez-vous pour les sabbats du vendredi soir. Le Diable, déguisé en chat ou en chèvre noire, y trônait sur le dolmen tandis que ses disciples, poussant des hurlements à sa gloire, dansaient autour de lui.
- Sépulture du dolmen Le Creux es Faies : cet ancien tumulus était situé sur un promontoire en face de l'îlot de Lihou, sur la côte ouest de Guernesey.

Au sud de l’île:
- La Gran’mère du Chimquière « la grand-mère du cimetière » est une stèle anthropomorphe en granite située à la porte de l’église paroissiale de Saint-Martin de la Bellouze. Elle mesure 1,65 m hors-sol et est enterrée de 0,50 m. Selon la tradition, elle porterait « bonheur et la fertilité aux jeunes mariés ».

Durant l'âge du bronze, les populations locales entament la fortification de certains sites, en témoigne l'éperon barré du promontoire de la Corbière.
De nombreux tessons de poterie datés du premier âge du fer ont été mis au jour sur l'île, notamment à St Peter Port et sur la pointe de Jerbourg. Malgré la faiblesse des données archéologiques, il apparaît toutefois que les habitants de l'île entretenaient des liens étroits avec la Normandie, la Bretagne et le sud de la Grande-Bretagne. Durant le second âge du fer, l'île connait l'essor de l'activité de production de sel (briquetage), principalement sur sa côte est. Ces sites de briquetage sont similaires à ceux de la côte nord de la Bretagne. À la fin du second âge du fer, la situation de Guernesey se distingue de ses voisines Jersey et Aurigny. En effet, de nombreuses sépultures de guerriers ont été mises au jour pour cette période, et à l'inverse, très peu de dépôts monétaires ont été retrouvés sur l'île. Ces sépultures sont similaires à celles découvertes en Normandie, notamment à La Mailleraye-sur-Seine. Ce phénomène unique dans l'archipel suggère que Guernesey était dominée et exploitée par une caste de guerriers connectée à la Normandie.
Le musée de Guernesey présente une petite partie du mobilier recueilli lors des travaux archéologiques.

## Histoire

### Moyen Âge
Lors de l'émigration des Bretons vers l'Armorique au VIe siècle, quelques groupes ont pu s'installer sur les îles de la Manche, alors appelées îles Lenur. Saint Samson est réputé pour avoir fait étape sur l'île. Il aurait obtenu par la suite le rattachement de l'archipel à l'église de Dol. L'établissement érémitique de Grandes Rocques est typique du monde breton, mais il semble tout autant connecté à la Normandie, en témoigne la présence de poteries normandes. À cette époque, Guernesey est appelée Lesia. En l'an 933, le roi des Francs Raoul donne « la terre des Bretons située sur le rivage de la mer », à savoir l'Avranchin et le Cotentin au duc de Normandie Guillaume Longue-Épée, à charge pour lui de les conquérir. Ces territoires avaient été cédés en 867 au roi Salomon de Bretagne. Guernesey est probablement entrée dans le giron normand à cette époque, mais ce n'est qu'au début du XIe siècle qu'une charte atteste du rattachement de l'île au domaine ducal de Normandie.
En 1338, la population riveraine fait l'objet d'actes de piraterie ; les Français s'emparent de Cornet Castle, et Renaud V de Carteret aurait participé, avec Reynold de Cobham et Geoffroy d'Harcourt, aux opérations militaires permettant de reprendre Guernesey.
En 1339, Robert VIII Bertrand de Bricquebec, s'empare de Guernesey pour le compte des Valois,.
L'île de Guernesey et les autres îles Anglo-Normandes représentent les derniers vestiges du duché médiéval de Normandie, divisé depuis 1204 entre l'Angleterre et la France. Cette année-là, le roi de France Philippe Auguste conquiert la Normandie continentale, le roi d'Angleterre Jean sans Terre conservant quant à lui les îles de la Manche.
Plusieurs forts sont construits pour défendre l'île de Guernesey : le château Cornet, le fort Clonque, le château du Valle et le château du Rocquaine.
Malgré de nombreuses tentatives françaises, Guernesey et ses voisines restent sous le sceptre du roi d'Angleterre, régnant ici sous le titre de « duc de Normandie ». Les Îles Anglo-Normandes sont des possessions directes de la Couronne britannique mais ne font pas partie du Royaume-Uni.

### XVIIesiècle
La guerre civile fait rage en Angleterre entre les parlementaires qui siègent au Long Parlement et les royalistes fidèles au roi Charles Ier. Le républicain Oliver Cromwell décide de faire le procès du roi. Le procès a lieu du 20 au 27 janvier 1649 devant un tribunal spécial, choisi par les quelque soixante députés siégeant encore aux Communes (Parlement croupion). La condamnation de « Charles Stuart » est acquise d'avance, pour haute trahison. Il est décapité à Whitehall, près de Westminster, le 30 janvier 1649, à l'âge de 49 ans. Une semaine plus tard, la Chambre des lords est supprimée et la royauté abolie. À la suite de ces événements, la guerre civile anglaise reprend entre les parlementaires et les royalistes fidèles à Charles II, fils de Charles Ier Stuart décapité.
Au début de la guerre civile anglaise, en 1642, les îles d'Aurigny et de Guernesey soutiennent les parlementaires contre le roi qui est soutenu par l'île de Jersey. Par la suite, le bailliage de Guernesey alterne les gouvernances pro ou anti-royalistes ou celles-ci rivalisent en gouvernant en parallèle de facto (1646-1651).
- 1643 - 1649 : Robert Russell (nommé par le Parlement)
- 1644 - 1646 : Nathaniel Darrell (nommé par le Roi)
- 29 mai 1646 - mai 1649 : Baldwin Wake (nommé par le Roi)
- 1647 - 1651 :  James Harrison  (nommé par le Parlement)
- 26 octobre 1649 - 17 décembre 1651 : Roger Burgess (nommé par le Roi)
- 1650 : Henry Sharp (nommé par le Parlement)
- 1654 - 1658 : Charles Waterhouse (nommé par le Parlement)

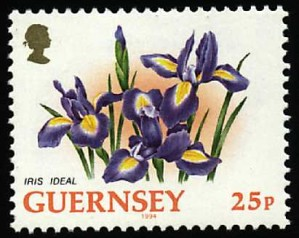
Iris, symbole de royauté en France au Moyen-Âge, précédant le lys.

### XIXesiècle
Au XIXe siècle, plusieurs personnalités françaises vécurent ou passèrent par Guernesey.
- L'écrivain Victor Hugo, en exil, vint s'y réfugier et y vécut de 1855 à 1870, notamment dans sa maison de Hauteville House.
- Le peintre français Auguste Renoir y séjourna, en septembre 1883, et peignit plusieurs toiles[12] sur les paysages et les fleurs de Guernesey.

### XXesiècle
Durant la Seconde Guerre mondiale, la population de l'île est évacuée. L'île d'Aurigny est transformée en un vaste camp de concentration par les nazis durant l'occupation des îles Anglo-Normandes. Après la Libération, seule la moitié de la population revient sur son île dévastée par cinq années d'occupation. Les documents officiels et gouvernementaux ont été détruits ou perdus. Le Parlement du Royaume-Uni engage rapidement une discussion sur le devenir politique et statutaire de l'île d'Aurigny. Le Conseil privé décide que l'Assemblée parlementaire des États de Guernesey doit prendre en charge les institutions des États d'Aurigny. Une assemblée parlementaire est alors constituée à Aurigny et soumise à l'autorité de celle de Guernesey. Depuis 1949, les États d'Aurigny désignent deux de ses membres pour siéger aux séances de délibérations des États de Guernesey. Ces îles sont les seuls territoires dépendants de la couronne britannique occupés par l'Allemagne durant la Seconde Guerre mondiale et ont été le théâtre de l'opération Ambassador.

## Géographie

Évolution du littoral normand et breton et formation des îles Anglo-Normandes.

Le littoral normand a évolué au cours des millénaires. Au moment de la Pangée, l'Europe était accolée au continent nord-américain. Elle s'en écarte progressivement, pour que l'océan Atlantique s'y engouffre. Le littoral normand va donc connaître plusieurs phases au gré des régressions et des transgressions marines. Durant le Pléistocène, le niveau de la mer va remonter très au-dessus du niveau actuel. Il y a 200 000 ans, le niveau de la Manche était à + 15 m NGF (nivellement général de la France) si on se réfère au croquis stratigraphique de D. Michelet, de la fouille archéologique de Port-Pignot dans le Nord Cotentin. Le territoire de la commune était donc sous les eaux, excepté le petit hameau de La Houlgate. Inversement, le littoral va se retirer à plus de 600 kilomètres des côtes actuelles. Il y a 20 000 ans, le développement des calottes de glaces autour des pôles et des principaux glaciers va faire baisser le niveau de la mer d'un peu plus de 100 mètres.
Ce va-et-vient maritime a progressivement détaché les îles Anglo-Normandes des côtes du Cotentin. Il était encore possible de se rendre à pied à Guernesey, il y a 8 000 ans. Il faudra attendre 4 000 ans avant notre ère pour que Jersey, Chausey et les Minquiers ne soient plus accessibles par voie de terre.
De cette transgression marine, il subsiste le mythe de la forêt de Scissy qui devait alors s'étendre entre les îles Anglo-Normandes et les côtes du Cotentin. De nombreuses souches fossilisées ont été collectées sur la côte et sont actuellement au musée de Cherbourg-en-Cotentin. Les pêcheurs rapportent que certaines zones de pêche sont inaccessibles, du fait que leur filets s'arrachent sur des amoncellements de bois.

## Démographie
Les habitants sont les Guernesiais. En 2001, la population de Guernesey était recensée à 62 431 habitants.
Les Jersiais appellent les Guernesiais « ânes » ou « donkeys » selon leur langue et ces derniers les appellent en retour les « crapauds », car cet animal n'existe pas sur Guernesey.

## Politique

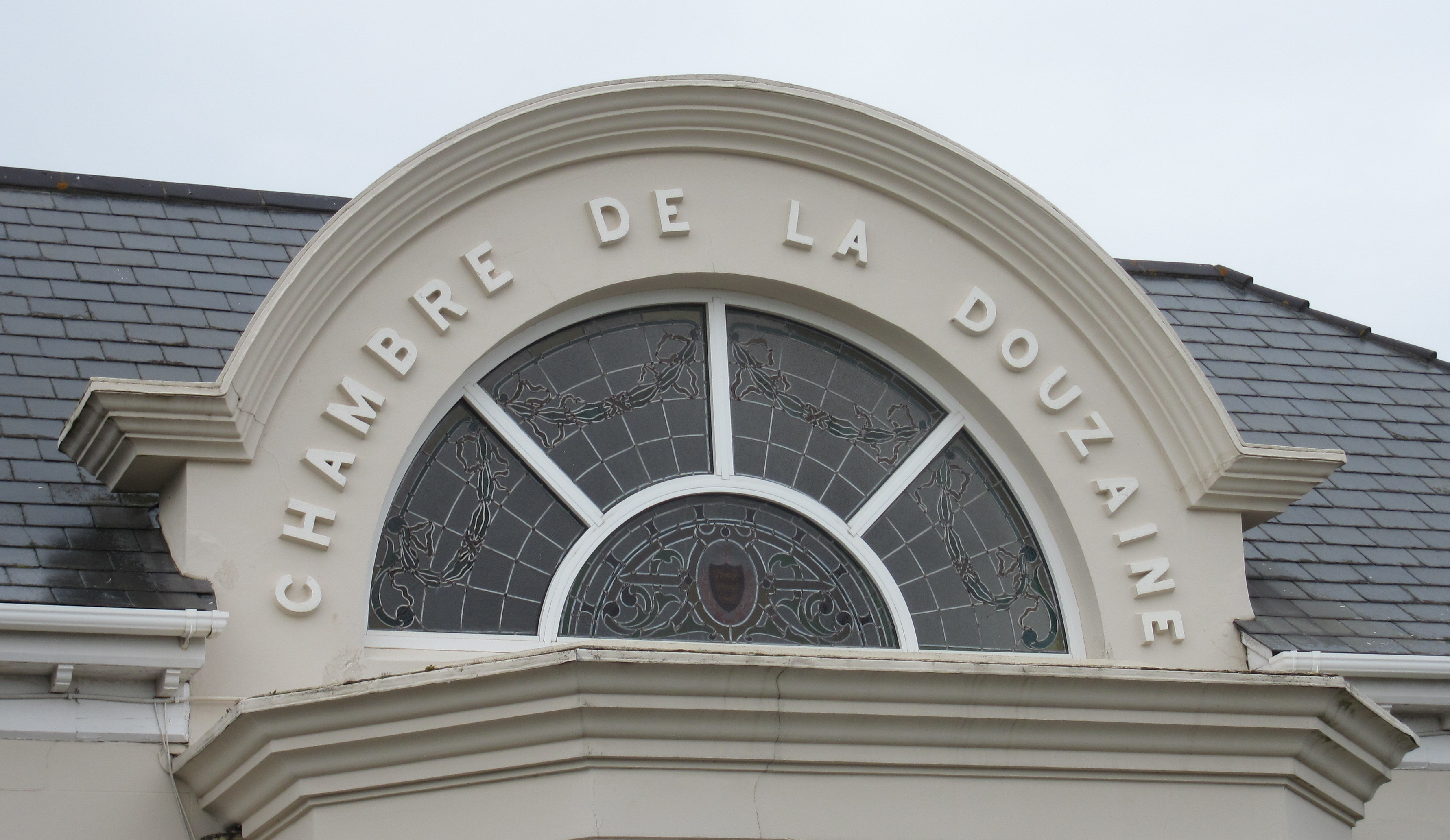
Une Chambre de la Douzaine à Guernesey.

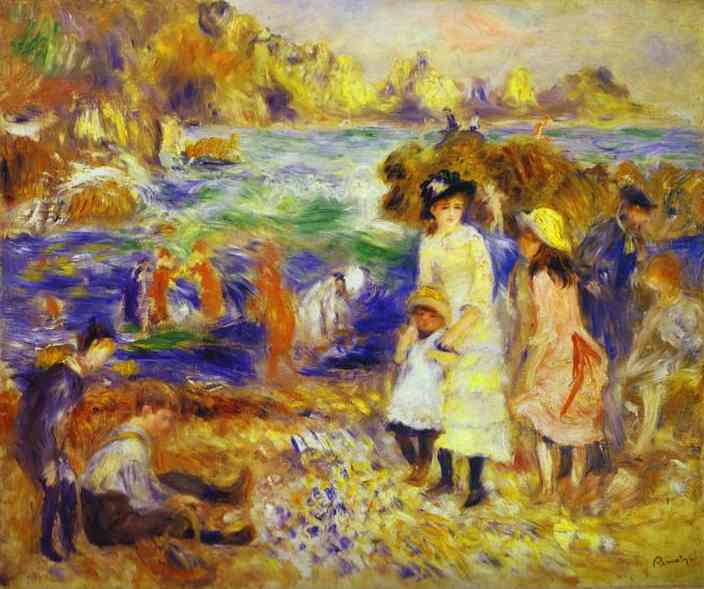
Toile de Pierre-Auguste Renoir peinte à Guernesey.

Les États de Guernesey, nommés officiellement les « États de la Délibération », sont constitués de 40 députés élus par des circonscriptions électorales tous les quatre ans. 38 d'entre eux représentent l'ensemble des paroisses de Guernesey auxquels il faut ajouter deux députés nommés par les États d'Aurigny pour représenter les intérêts de l'île d'Aurigny (et de Sercq) selon l'Accord de 1948. Les représentants d'Aurigny sont membres à part entière des "États de Délibération", mais ne sont pas rémunérés, et sont choisis parmi les 10 membres des États d'Aurigny, après un plébiscite à l'échelle de cette petite île. Les trente huit députés élus directement par la population le sont selon un mode de scrutin plurinominal majoritaire dans sept circonscriptions électorales de cinq à six sièges. Les habitants ont autant de votes qu'il y a de sièges dans leur circonscription, et les candidats ayant reçu le plus de votes sont déclarés élus.
Il y a également 2 membres non-votants — le procureur-général et l'avocat-général — nommés par le souverain. Les lois votées par les États de Guernesey s'appellent des 'Ordonnances'. Les représentants des États de Guernesey se réunissent au Parlement de Saint-Pierre-Port dénommé "La Cohue".
Les frontières et les eaux territoriales sont gardées par l'armée britannique.
Les paroisses sont administrées par un Connétable (maire ou bourgmestre) avec une équipe municipale paroissiale composée de Douzeniers formant la Douzaine et se réunissant dans chaque paroisse dans la Chambre de la Douzaine (ou Douzaine Room).

### Gouvernement de Guernesey
Depuis 2004, le bailliage fonctionne avec un système de gouvernement ministériel. L'exécutif local est dirigé par le ministre en chef puis par le président du comité de la politique et des ressources depuis 2016.
Le système légal est dérivé des lois normandes et anglaises.

### Système féodal

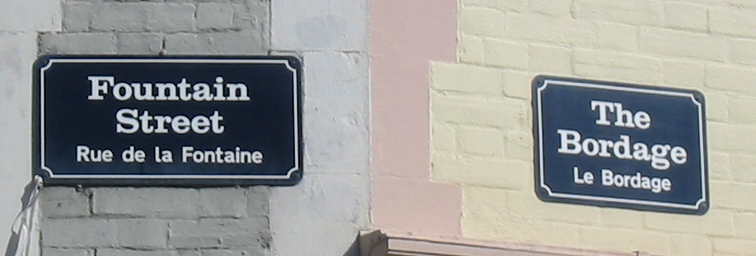
Signalisation bilingue en anglais et en français à Guernesey

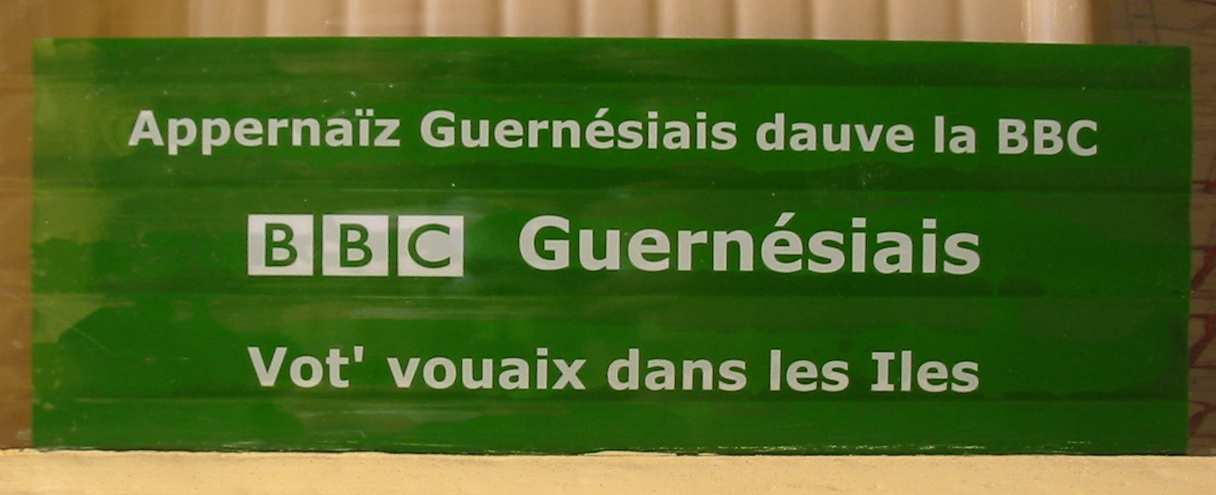
Apprenez le guernesiais à la BBC !

Sans aucun pouvoir politique ni judiciaire depuis plusieurs décennies, le système féodal de Guernesey s'est maintenu jusqu'à nos jours. Il existe officiellement 75 fiefs, à la tête desquels se trouve un « seigneur » ou une « dame ». La Couronne britannique en la personne du duc de Normandie, le monarque britannique, possède en fait 29 de ces fiefs, la plupart ayant appartenu à des abbayes ou à des prieurés bas-normands, avant le XVIe siècle. De ce fait, en 2004, il existait 24 seigneurs privés totalisant 46 seigneuries héritées de ce système féodal, si l'on excepte que deux de ces 46 seigneuries sont en indivision entre plusieurs propriétaires. Ces fiefs appartiennent à de très anciens lignages locaux ayant donné de nombreux officiers, baillis, jurats et avocats. Ces quelques familles réunissent dans leurs mains, à la suite de mariages endogames, plusieurs des petits fiefs ruraux, issus des partages effectués au cours de l'histoire, selon les préceptes du droit coutumier normand, toujours en vigueur.
Comme en Angleterre et selon un système multiséculaire, les fiefs peuvent être vendus par les seigneurs à d'autres particuliers. Chaque seigneur est tenu, selon la coutume, d'en faire la foi et l'hommage au duc ou à son représentant. Cet hommage a été parfois mis en scène lors des visites d'État de la reine dans les îles anglo-normandes.
Contrairement au seigneur de Sercq, les seigneurs guernesiais n'ont conservé que les seuls droits féodaux, mais ont perdu tous leurs droits proprement seigneuriaux depuis le XIXe siècle et dans le suivant. Les seigneurs jouèrent un rôle social jusque dans la première moitié du XXe siècle. Les cours féodales ont elles aussi pratiquement disparu, à l'exception des cours du fief Le Comte (famille Lenfestey) ou du fief de Blanchelande (au bailli de Guernesey, ex officio, à Saint-Martin). Le sénéchal d'un fief, et ses officiers étaient d'ordinaire choisis parmi les habitants du fief, comme l'exigent les coutumes féodales. Dans l'exemple du fief de Blanchelande, qui appartenait autrefois à un prieuré de l'ancienne abbaye de Blanchelande (à Neufmesnil, France, Manche), la cour du fief se compose encore aujourd'hui du sénéchal, de quatre vavasseurs, et des officiers que sont le greffier et son clerc, le prévôt, un sergent et un grenetier. Dans les fiefs, cette cour se tenait soit dans une salle spéciale ou salle des plaids, soit sur un banc de pierre situé sur un axe principal de la seigneurie. Certains de ces bancs ont été préservés.
La loi de 1980 intitulée Feudal dues law (Droits féodaux) a définitivement éteint le caractère privé des redevances seigneuriales subsistantes en les transférant au bénéfice de la Couronne. En 2002, une loi complémentaire a prévu l'abolition en 2003 du droit de « treizième » (droit de mutation) au profit des seigneurs privés, en raison de l'exemption dont bénéficient les fermes tenues en fiefs et les francs fiefs (seigneuries). Cette taxe revient désormais à la Couronne.
Les seigneurs et dames des plus importants fiefs guernesiais siègent traditionnellement à la Cour des Chief pleas, avec les avocats exerçant sur l'île et les connétables élus des paroisses, lors de ses séances solennelles « en corps » (ou full court) soit trois fois par an. Pour siéger, les seigneurs et dames doivent avoir rendu hommage de leur fief à la Couronne ou à son représentant, le Lieutenant-Gouverneur de Guernesey. Toutefois, même si la présence des seigneurs et dames est obligatoire à ces trois séances, ils n'opinent plus dans le débat mais répondent seulement à leur nom. Cette survivance indique toutefois que les seigneuries guernesiaises ont conservé leurs personnalités morale et légale.
Devenus propriétaires de plusieurs seigneuries avec manoir (en anglais : manors), un certain nombre d'habitations seigneuriales ont été reconverties en hôtel de luxe (hôtel de La Barbarie, pour le fief de Blanchelande, ou le manoir de Longueville, à Saint-Sauveur), ou tout simplement vendus, ce que permet le droit coutumier. Certains seigneurs ont entretenu le domaine riche en essences botaniques rares, et l'ouvrent à la visite, comme le manoir de Sausmarez (Sausmarez Manor). Il appartient toujours à la famille de Samarès ou Sausmarez, l'une des plus anciennes de l'île avec celle des De Carteret.
Une situation similaire existe à Jersey, avec notamment le manoir de Samarès.

### Justice
La justice est administrée par la Cour royale ou Cour des Chief Plaids (court of Chief pleas), qui est composée de magistrats professionnels pour ses séances ordinaires autour du Bailli et des jurés-justiciers, et des corps constitués pour ses trois séances « en corps » annuelles (incluant les seigneurs et dames héréditaires, et les connétables élus des paroisses).

### Statut en droit international
Les bailliages de Jersey et de Guernesey ainsi que l'île de Man sont considérés par le Conseil de l'Europe (par le Bureau des Traités et ses services juridiques) comme des territoires dont le Royaume-Uni assure les relations internationales. Ces territoires n'ont pas la personnalité juridique internationale qui leur permettrait d'être partie à des traités du Conseil de l'Europe. En revanche, lorsque le Royaume-Uni est partie à un traité du Conseil de l'Europe, il peut (en accord avec les territoires concernés) déclarer que ledit traité s'applique (ou pas) à ces territoires.
L'absence de personnalité juridique ne veut pas dire pour autant qu'ils sont assimilés au Royaume-Uni. Historiquement, le duché de Normandie n'a jamais formellement cessé d'exister en tant qu’État, devenu indépendant du royaume de France, alors même qu'il ne subsistait plus ensuite que sur ses dernières terres insulaires.
Bien qu'auparavant regroupés sous l'appellation « îles britanniques » (British Isles, à ne pas confondre avec British Islands), les bailliages ont acquis une autonomie plus importante avec la création des États comme ici à Guernesey, indépendants des États de Jersey.
Depuis 1999, Guernesey est membre du Conseil britannico-irlandais.
Le territoire de Guernesey est au sein de la Zone commune de voyage et n'est pas dans l'espace Schengen, ni même dans l'Union européenne.

## Administration municipale

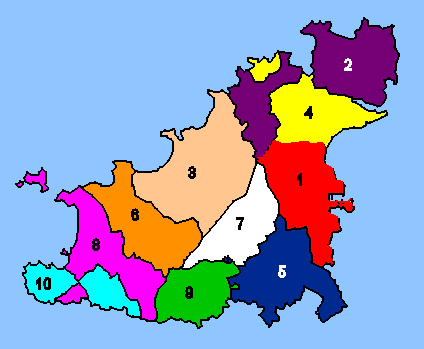
Carte des paroisses de Guernesey.

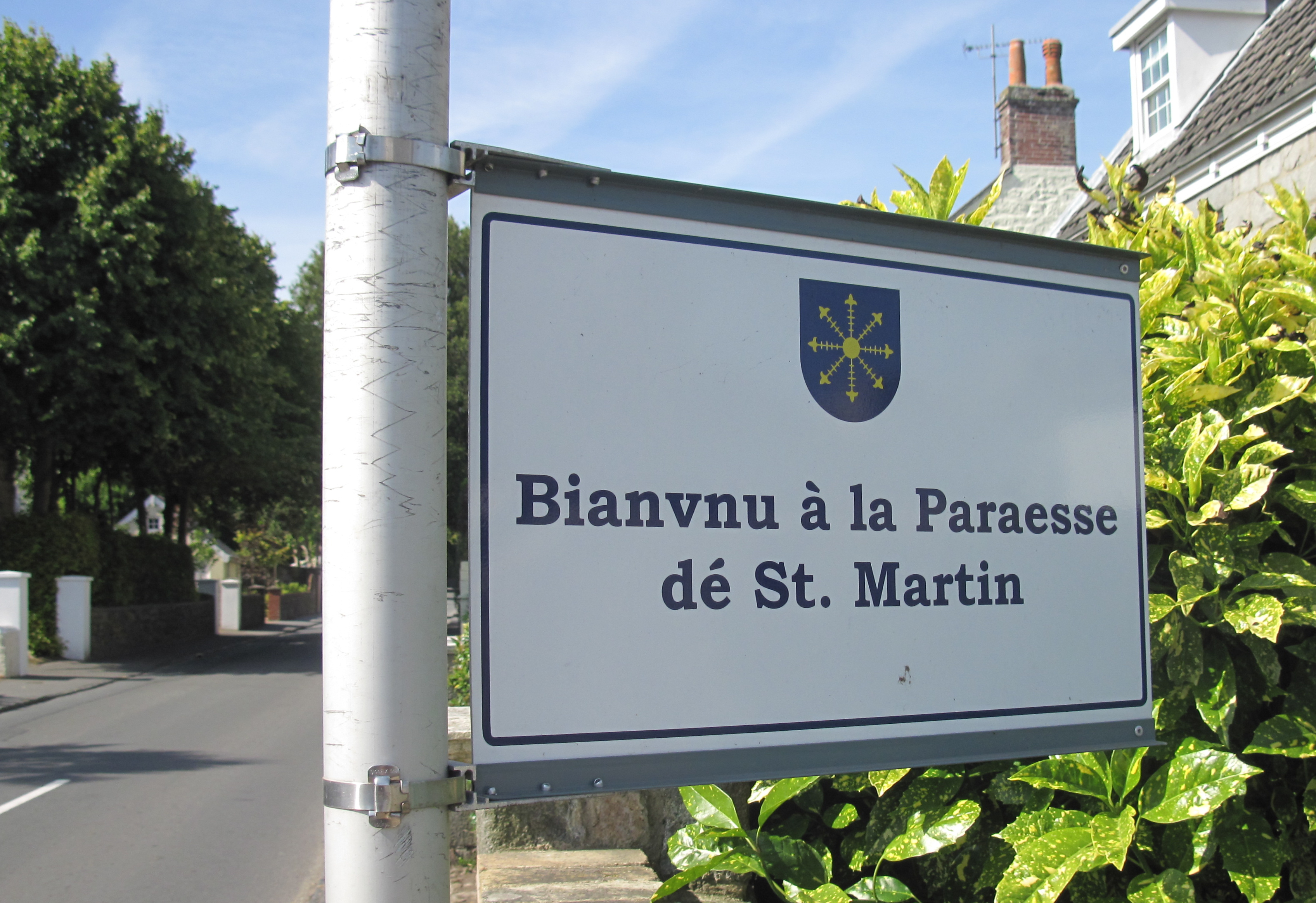
Panneau de bienvenue à l'entrée de la paroisse de Saint-Martin.

L'île de Guernesey est divisée en dix cantons administratifs, appelés paroisses :
| paroisse                      | gentilé          |
| 1 Saint-Pierre-Port           | Villais          |
| 2 Le Valle                    | Valais           |
| 3 Sainte-Marie-du-Câtel       | Câtelain         |
| 4 Saint-Samson                | Saint-Samsonnais |
| 5 Saint-Martin-de-la-Bellouse | Saint-Martinais  |
| 6 Saint-Sauveur               | Saint-Sauveurais |
| 7 Saint-André-de-la-Pommeraye | Saint-Andriais   |
| 8 Saint-Pierre-du-Bois        | Saint-Pierrais   |
| 9 La Forêt                    | Forêtain         |
| 10 Torteval                   | Tortevalais      |

Lihou, une île accessible à marée basse, fait partie de la paroisse de Saint-Pierre-du-Bois.

## Culture

### Langues

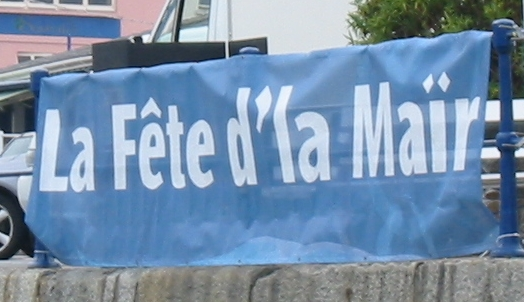
La fête d'la Maïr [de Guernesy]. En français : « La fête de la mer [de Guernesey] ».

Le guernesiais, langue normande de Guernesey, est encore parlé par une très petite minorité de la population.
La langue guernesiaise est reconnue en tant que langue régionale des îles Anglo-Normandes avec le jersiais.
L’enseignement facultatif du guernesiais se fait dans plusieurs écoles de Guernesey.
On retrouve des éléments du guernesiais dans la toponymie normande de l’île, ainsi que dans des noms de rue. La quête de leur passé permet un regain d'intérêt pour la langue guernesiaise auprès de nombreux Guernesais, qui s'affiche aux quatre coins de l'île comme un témoignage d'un patrimoine linguistique et culturel toujours présent.
La Société Guernesiaise travaille étroitement avec d'autres associations et organismes tels que « L'Coumité la Culture d'Guernesiaise », « L'Assembllaïe D'Guernesiais » qui se préoccupent de l'aspect culturel du patrimoine guernesiais et le groupe de militants volontaires formant « Les Ravigotteurs », qui s'impliquent dans le domaine linguistique et l'apprentissage du guernesiais.
Le 9 mai 2013, un site Internet guernesien a vu le jour grâce à l'action de la « Guernsey Language Commission » afin de permettre la défense, la sauvegarde et la diffusion du guernesiais. Cette commission sur la défense du patrimoine linguistique de Guernesey fait partie du « Plan stratégique » lancé par les États de Guernesey en 2013.
En marge de cette particularité linguistique locale, il faut noter que l'anglais est la langue officielle et la langue principale du territoire.
Jusqu’en 1948, le français était la langue officielle de Guernesey. Aujourd’hui, le français est notamment utilisé dans l’administration[Information douteuse]. Le français est encore la seconde langue d’un bon nombre de personnes, cependant, il est très peu utilisé comme langue courante.
L'île accueille également, après les Britanniques, un nombre important de touristes français.

### Littérature
L'auteur guernesiais normannophone le plus connu est Georges Métivier. Il est à l'origine de la littérature dialectale normande moderne. Il a trouvé ses successeurs au XXe siècle avec les membres de la Société du Bon Baleine.
Le grand roman des îles est sans doute Sarnia de Gerald Basil Edwards (1981).
On peut aussi noter que l'action du roman épistolaire Le Cercle littéraire des amateurs d'épluchures de patates (2008) de Mary Ann Shaffer et sa nièce, Annie Barrows, se déroule à Guernesey, peu de temps après la libération de l'occupation allemande.

#### Victor Hugo
Victor Hugo a vécu 15 ans en exil à Guernesey.

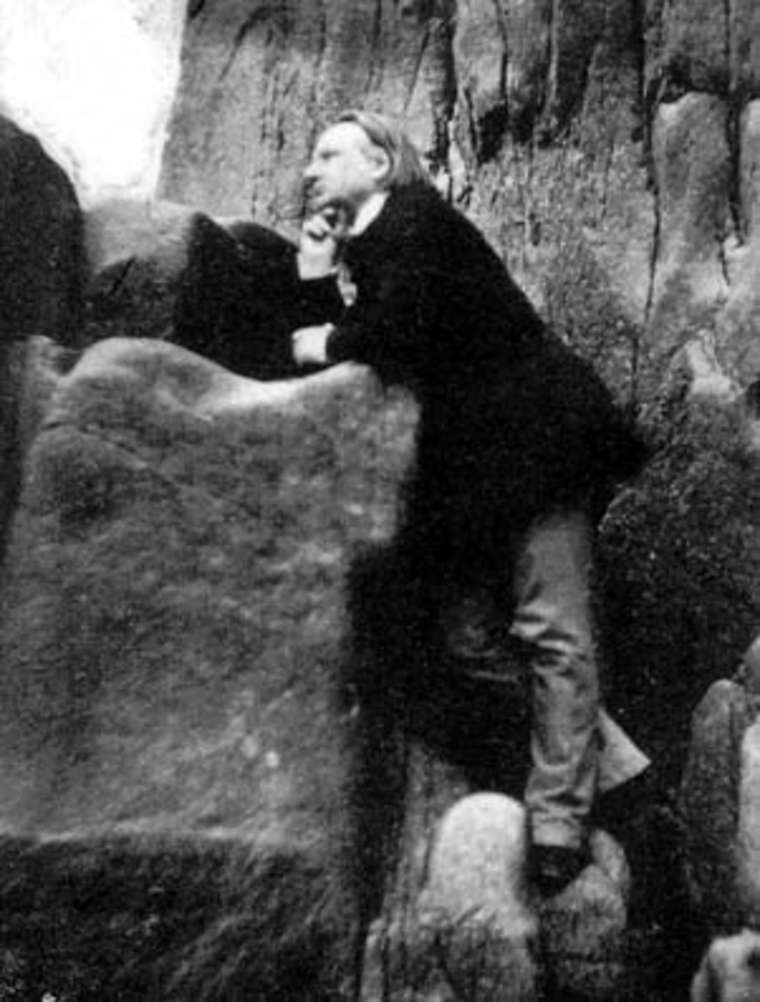
Victor Hugo en exil dans les îles Anglo-normandes

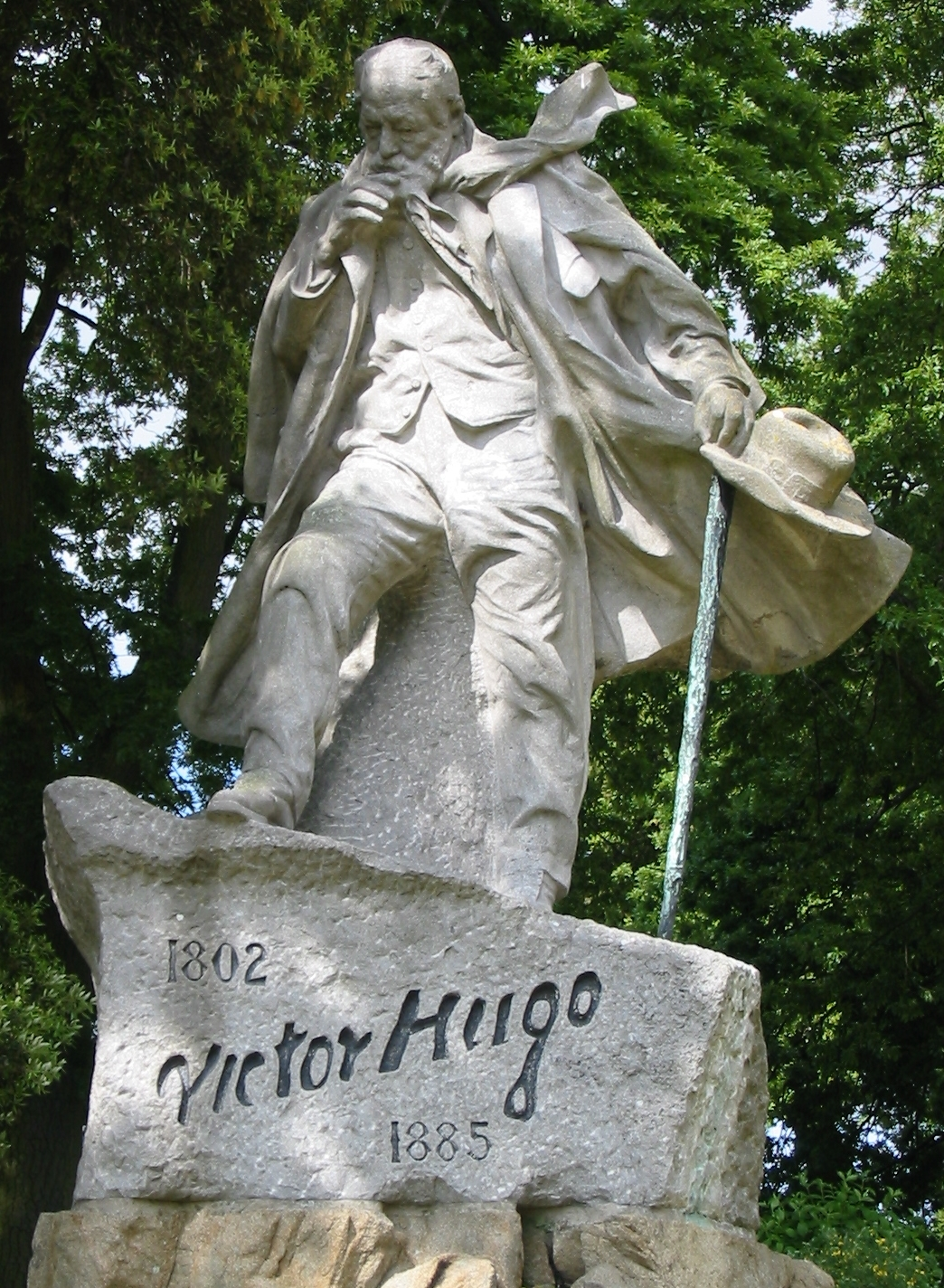
Statue de Victor Hugo à Guernesey

En 1851, à la suite du coup d'État de Louis-Napoléon Bonaparte, futur Napoléon III, Victor Hugo est contraint de s'exiler de France. Après Bruxelles (1852), il s'installe à Jersey (1852-55), où il écrit les Châtiments, 98 poèmes qui décrivent sa colère et son indignation face au régime de Napoléon III, qu'il appelle « Napoléon le petit ». En octobre 1855, les autorités de Jersey expulsent Victor Hugo. Il quitte Jersey pour Guernesey, une île plus petite et plus sauvage que Jersey.
Pendant ses 15 ans d'exil à Guernesey, Victor Hugo a produit quelques-unes de ses plus grandes œuvres : Les Contemplations, La Légende des siècles, Les Travailleurs de la mer et terminé la rédaction des Misérables.
À Guernesey, Victor Hugo s'installe rue Hauteville à Saint-Pierre-Port. En avril 1856, le succès des Contemplations lui permet d'acquérir une grande maison dans la même rue, qui donne sur la mer. Il la baptise « Hauteville House ». Il y vit avec sa femme Adèle, ses enfants adultes Charles, François-Victor et Adèle. Sa maitresse Juliette Drouet s'installe dans la même rue.
Malgré l'amnistie accordée aux proscrits républicains par Napoléon III en août 1859, Victor Hugo se refuse à regagner la France. Il publie en septembre La Légende des siècles.
En mars 1861, il quitte Guernesey pour la première fois en se rendant en Belgique. Il voyagera avec Juliette Drouet tous les ans sur le continent (Belgique, Luxembourg, Ardennes, Pays-Bas, Allemagne).
La famille de Victor Hugo supporte difficilement cet exil. Sa fille Adèle tombe gravement malade dès son arrivée et montre des signes de dépression. Elle s'enfuit au Canada en 1863 et finira ses jours dans un hôpital psychiatrique. Charles s'installe à Paris en 1861 puis à Bruxelles où sa mère Adèle et son frère François-Victor viendront le rejoindre en 1865. Victor Hugo demeurera à Hauteville avec sa belle-sœur.
En 1866, il rend hommage au peuple de Guernesey dans son roman Les Travailleurs de la mer. Il écrit en dédicace : 

« Je dédie ce livre au rocher d'hospitalité et de liberté, à ce coin de vieille terre normande où vit le noble petit peuple de la mer, à l'île de Guernesey, sévère et douce, mon asile actuel, mon tombeau probable. »

Victor Hugo quitte finalement Guernesey le 5 septembre 1870 pour la France, après la proclamation de la République et la formation du gouvernement provisoire. Il aura passé 19 ans en exil.
Il reviendra à Guernesey en compagnie de Juliette Drouet en 1872/73, 1875 puis une dernière fois en 1878.

### Médias
Depuis 1962, l'ile de Guernesey possède, en collaboration avec Jersey, une société de radiodiffusion et de télévision privée indépendante connue sous le nom de Channel Television qui est rattachée au réseau national britannique ITV.

### Gastronomie

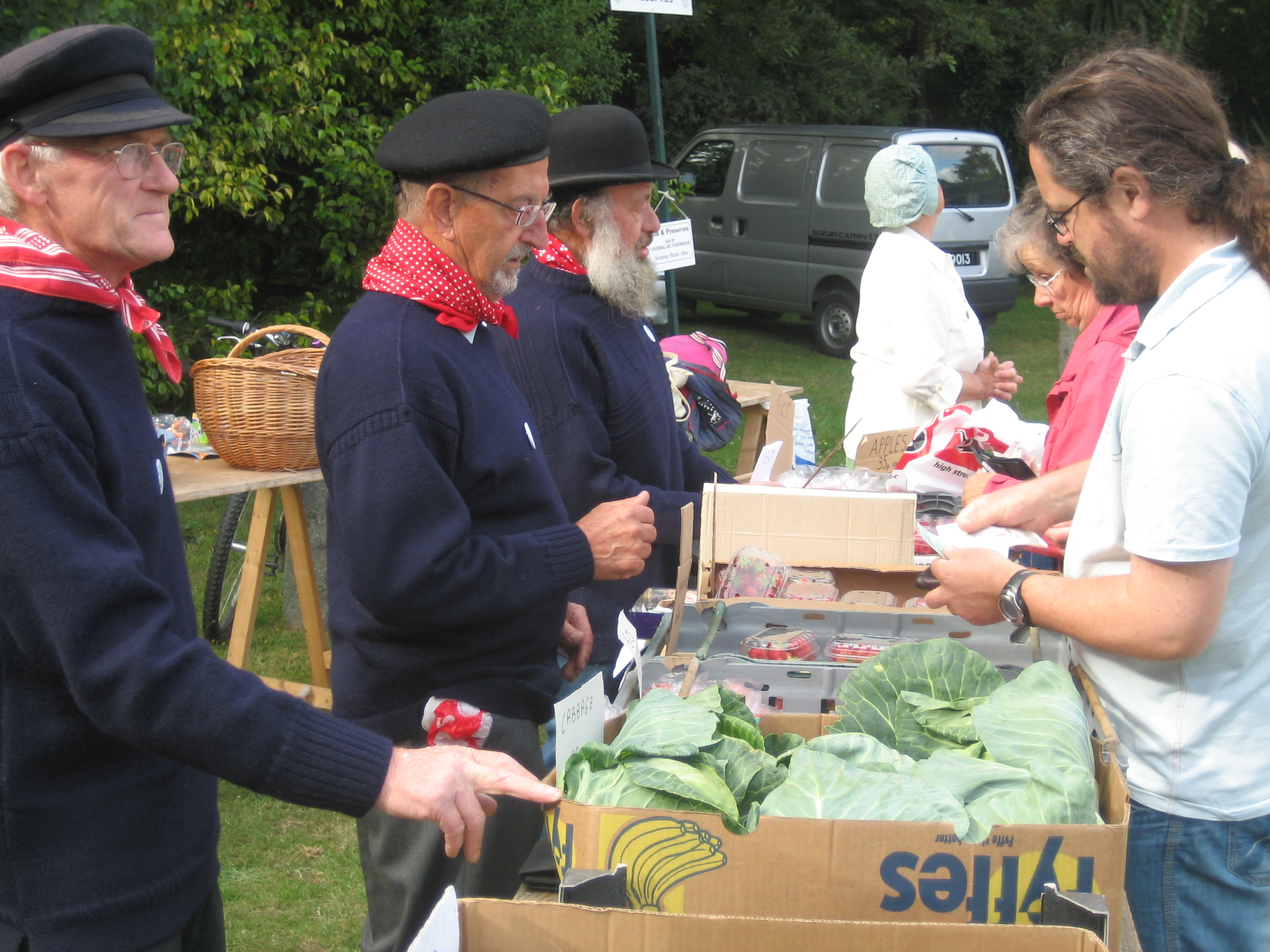
Lé Viaer Marchi (le vieux marché) à Guernesey.

La gastronomie de Guernesey est issue de la tradition normande.
- Le Guernsey Bean Jar (en guernesiais : enne Jarraie d'Haricaots ; en français : « pot de haricots de Guernesey ») est un cassoulet local très populaire.
- La gâche de Guernesey (prononcée 'gosh') est une espèce de brioche dense avec des raisins. On la trouve dans les boulangeries et les supermarchés. Sa fabrication peut être artisanale ou industrielle.

Lé Viaer Marchi (le vieux marché) est une foire annuelle qui se tient tous les premiers lundis de juillet. Lé Viaer Marchi présente les produits traditionnels de Guernesey.

### Emblèmes
Les armoiries de Guernesey, comme celles de Jersey, sont composées du blason de l'Angleterre et de celui de la Normandie. Ce blason, à la différence des autres, incorpore une petite branche à son sommet.
Il est composé d'un champ de gueules, dans lequel figurent trois léopards d'or et armés d'azur. Au-dessus, figure une petite branche d'or.

### Symboles
Le lis de Guernesey connu sous son nom scientifique Nerine sarniensis est le symbole floral de l'île.

### Surnoms

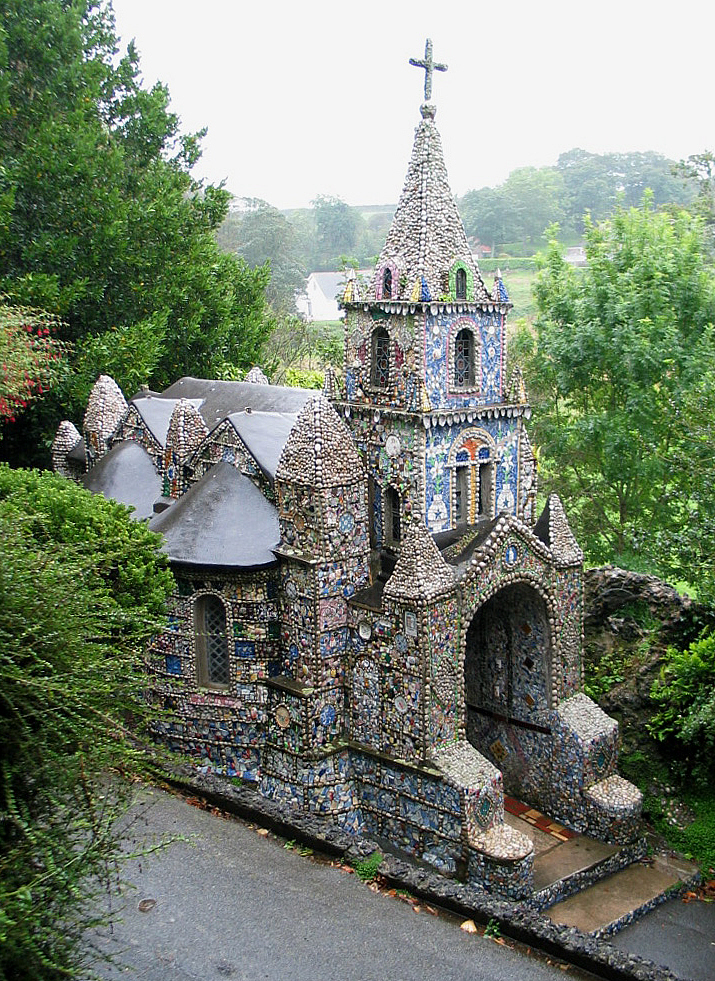
La Petite Chapelle située à Saint-André-de-la-Pommeraye.

Les habitants de Guernesey sont surnommés depuis longtemps et avec humour « les ânes », notamment par leurs voisins de Jersey, qui en retour sont appelés « les crapauds ». Les habitants de chacune de 10 paroisses de Guernesey ont un surnom paroissial. Les surnoms traditionnels sont :
| Paroisse                    | Guernésiais         | français                             | anglais                      |
| --------------------------- | ------------------- | ------------------------------------ | ---------------------------- |
| Saint-Pierre-Port           | Cllichards          | Cracheurs                            | Spitters                     |
| Saint-Samson                | Rôines              | Reinettes / Grenouilles              | Frogs                        |
| Le Valle                    | Hann'taons          | Hannetons                            | (cockchafers)                |
| Sainte-Marie-du-Câtel       | Ânes-pur-sàng       | Ânes-pur-sang                        | (pure-blooded-donkeys)       |
| Saint-Sauveur               | Fouormillaons       | Fourmis                              | (ants)                       |
| Saint-Pierre-du-Bois        | Etcherbaots         | Scarabées                            | (beetles)                    |
| La Forêt                    | Bourdons            | Bourdons                             | (bumblebees)                 |
| Saint-Martin-de-la-Bellouse | Dravans             | Raie bouclée                         | (ray fish)                   |
| Saint-André-de-la-Pommeraye | Les croinchaons     | Criblures                            | (the siftings)               |
| Torteval                    | Ânes à pids d'ch'fa | Ânes à pieds de cheval (avec sabots) | (donkeys with horses'hooves) |

## Économie

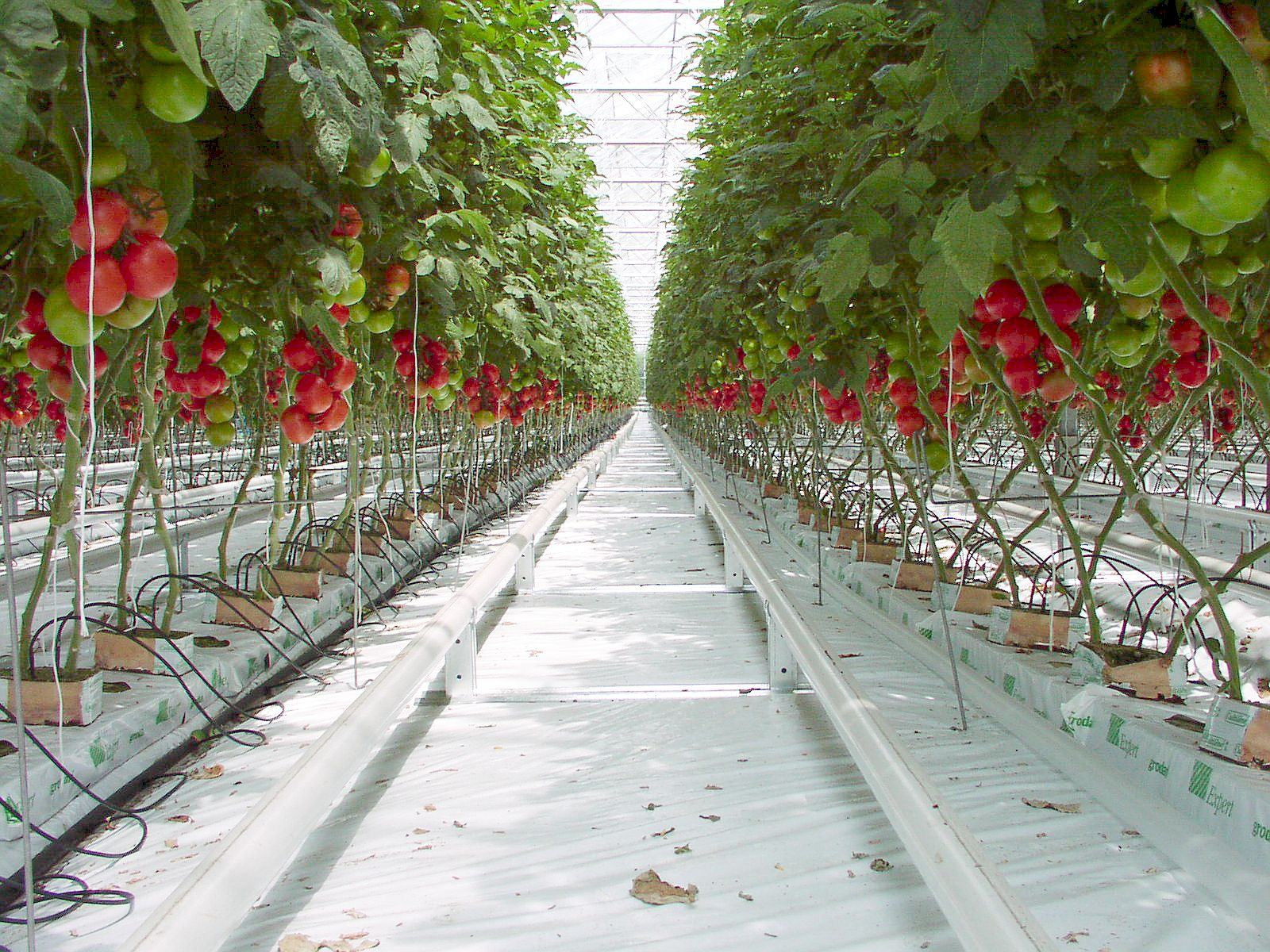
Culture de tomates sous serre

À la différence de beaucoup de pays, Guernesey n'a pas délégué la création de sa monnaie à une banque centrale depuis 1816. En conséquence[réf. nécessaire], le gouvernement n'a pas dû employer des quantités croissantes de recettes fiscales pour rembourser des dettes à la banque centrale (ou aux autres banques), ce qui donne des taux d'imposition fiscale très faibles sur les revenus, et aucun impôt sur les plus-values, les marchandises et les services.
Les services financiers - banque, assurance, etc. - comptent pour environ 55 % des revenus totaux de l'île. Le tourisme, l'artisanat, et l'horticulture, principalement la tomate en culture sous serre et les fleurs coupées sont sur le déclin. Les faibles taxes font de Guernesey un paradis fiscal populaire. Bien que Guernesey ne fasse pas partie directement de l'Union européenne, son voisinage proche a un impact important sur la manière dont fonctionne le bailliage.

### Poste

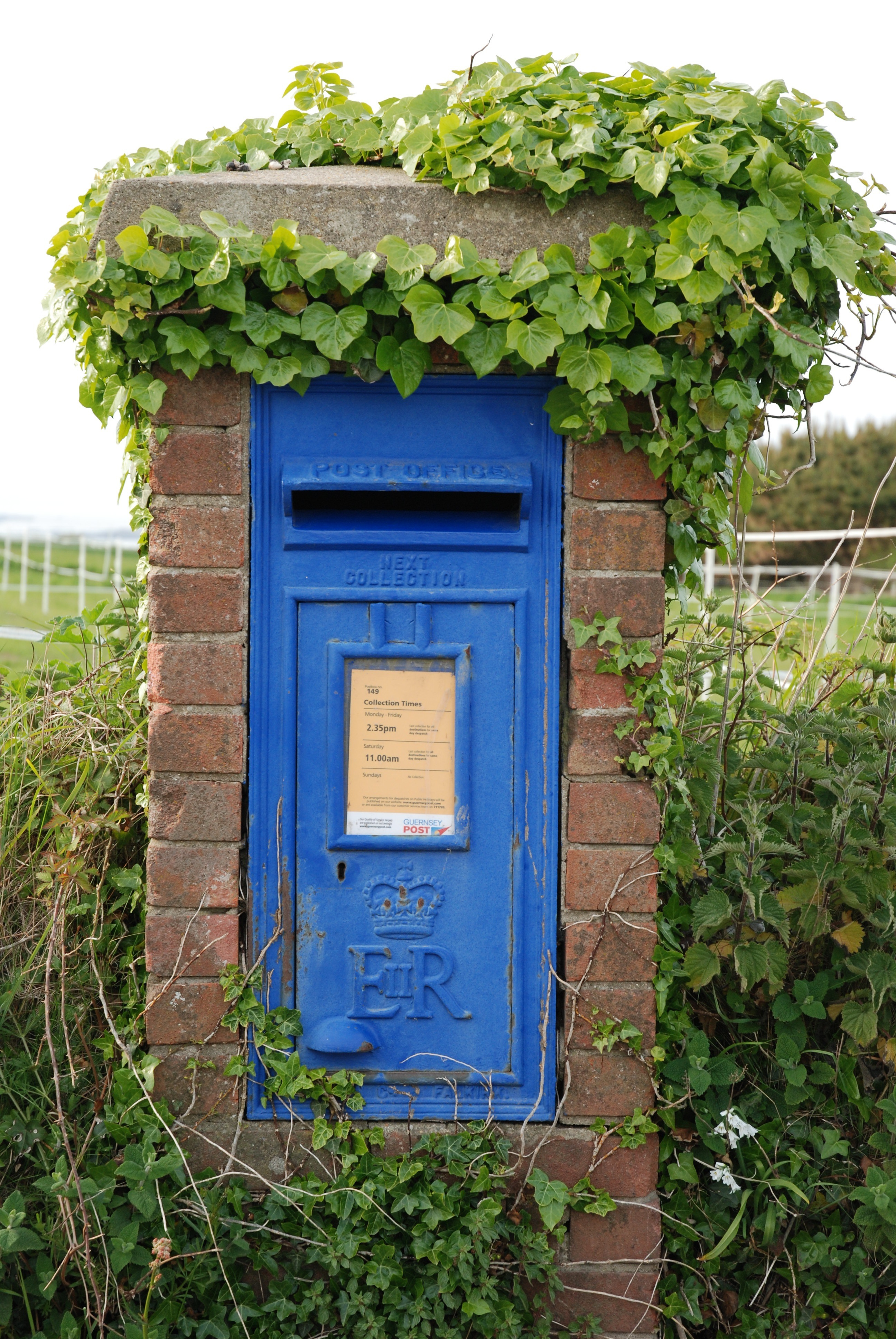
Boite aux Lettres à Guernesey

La poste a longtemps été une compétence de la Couronne depuis l'ouverture du premier bureau postal à Jersey, en 1794. Les îles Anglo-Normandes, et notamment celles du bailliage de Guernesey ont donc utilisé les timbres-poste anglais depuis la création de ces derniers en mai 1840. Il s'y est ajouté pendant l'occupation allemande de 1940 à 1945 des timbres apparemment locaux, mais en réalité émis pour le compte de la poste britannique, par les Postmasters des deux îles pour faire face à l'impossibilité de s'approvisionner en timbres en Angleterre.
Mais depuis 1969, la compétence postale a été transférée par le Royaume-Uni aux bailliages de Jersey et de Guernesey. Dès lors, ceux-ci ont émis chacun leurs propres timbres, et les figurines de Guernesey ont remplacé les timbres anglais dans cette île, ainsi qu'à Aurigny, Sercq et  Herm.
De nombreuses études philatéliques ont porté sur les marques postales et timbres anglais oblitérés à Guernesey avant 1969, et notamment pendant l'occupation allemande de 1940 à 1945.

### Transports
- Ferry : Guernesey est reliée par ferry à la Grande-Bretagne (Poole, Portsmouth, Weymouth) et à la France (Saint-Malo, Cherbourg, Diélette, Carteret).

De Guernesey, on peut également se rendre par ferry sur les îles voisines d'Herm, Sercq et Aurigny.
- Avion : l'Aéroport de Guernesey est relié à plusieurs villes de Grande-Bretagne (Londres, Manchester, Nottingham/East Midlands, Birmingham, Exeter, Bristol, Southampton, Isle of Man, Plymouth) mais aussi Dinard, Dublin, Zurich et Genève.

Il dessert aussi les îles d'Aurigny/Alderney et de Jersey,

## Personnalités liées au bailliage
- Isaac Brock, major-général, héros de la victoire dans la Bataille de Détroit
- Eustache Busket, pirate du début du XIIIe siècle.
- Thomas de la Rue, imprimeur
- John Le Patourel, universitaire historien
- Matthew Le Tissier, footballeur
- Jean Marant, marin et corsaire du XIVe siècle qui s’illustra pendant la guerre de Cent Ans
- Georges Métivier, poète
- Jill Pitkeathley, femme politique
- Andy Priaulx, coureur automobile
- Dennis Price, acteur
- Heather Watson, joueuse de tennis

## Faune, flore
Sur l'île de Guernesey certaines espèces animales comme les taupes et les crapauds sont absentes. La flore bénéficie de conditions climatiques très favorables. Le Lis de Guernesey demeure le symbole de Guernesey.[réf. nécessaire]